# Ranken-Platterbse
Die Ranken-Platterbse (Lathyrus aphaca) ist eine Pflanzenart aus Gattung der Platterbsen (Lathyrus) in der Unterfamilie der Schmetterlingsblütler (Faboideae).

## Beschreibung

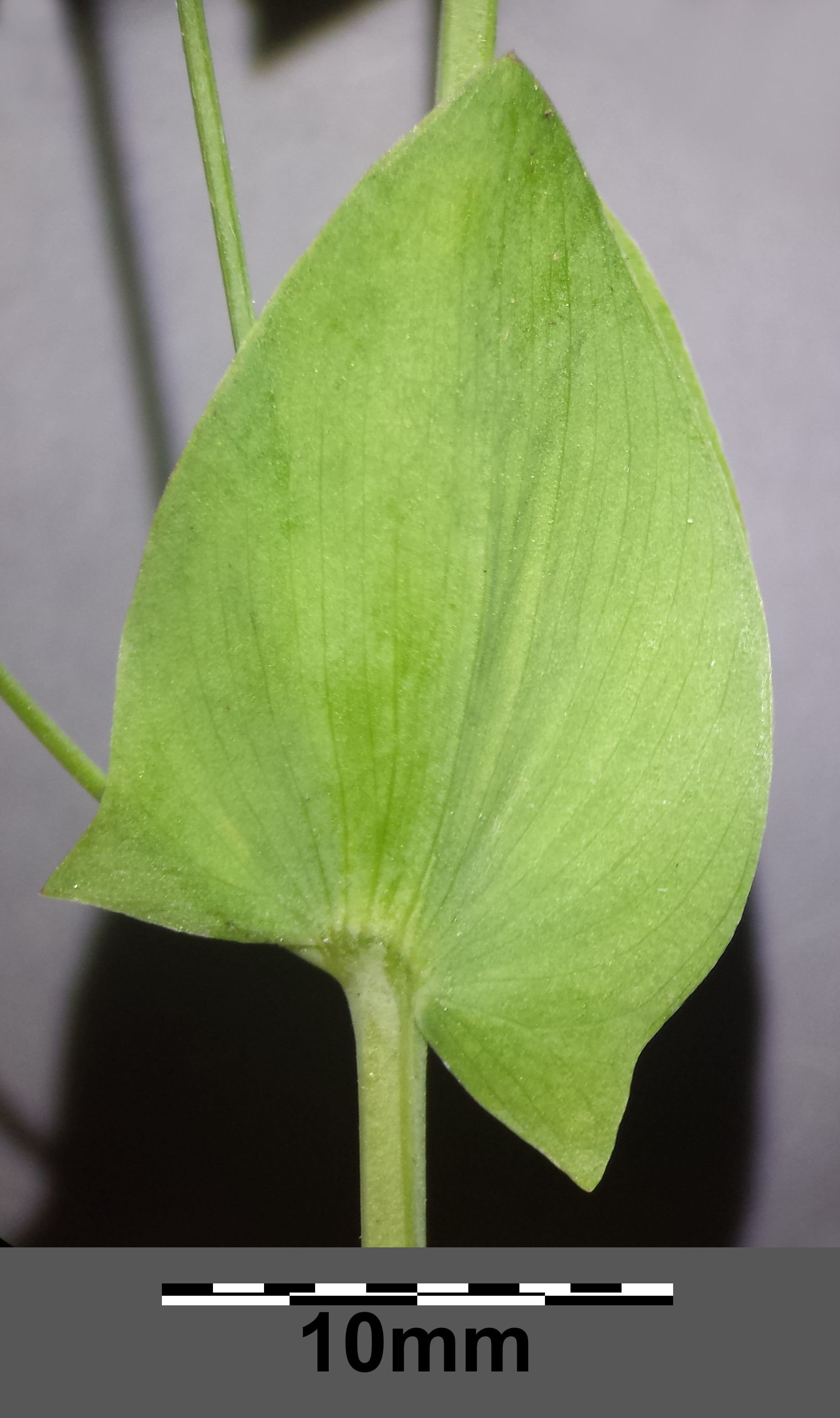
Nebenblatt

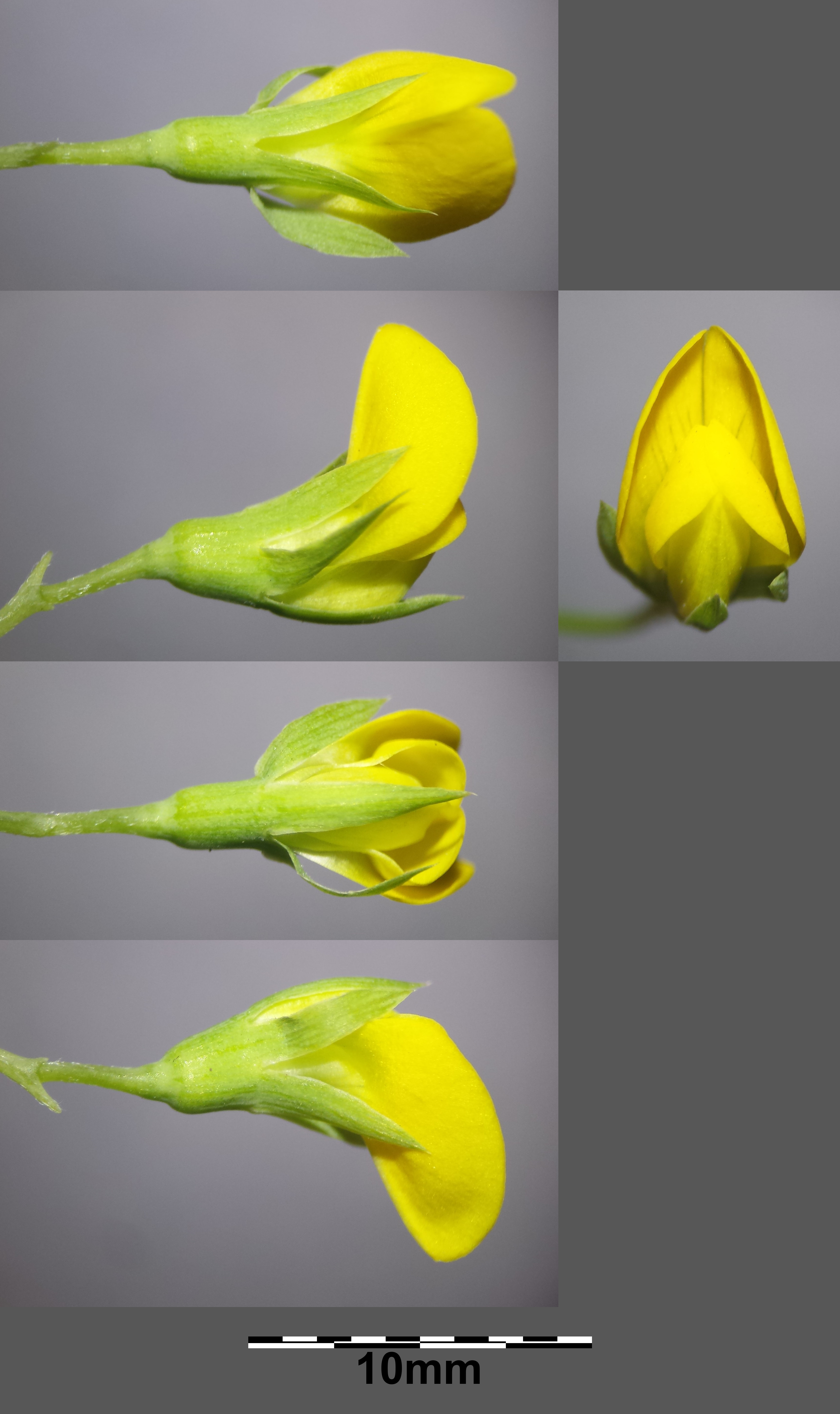
Blüte

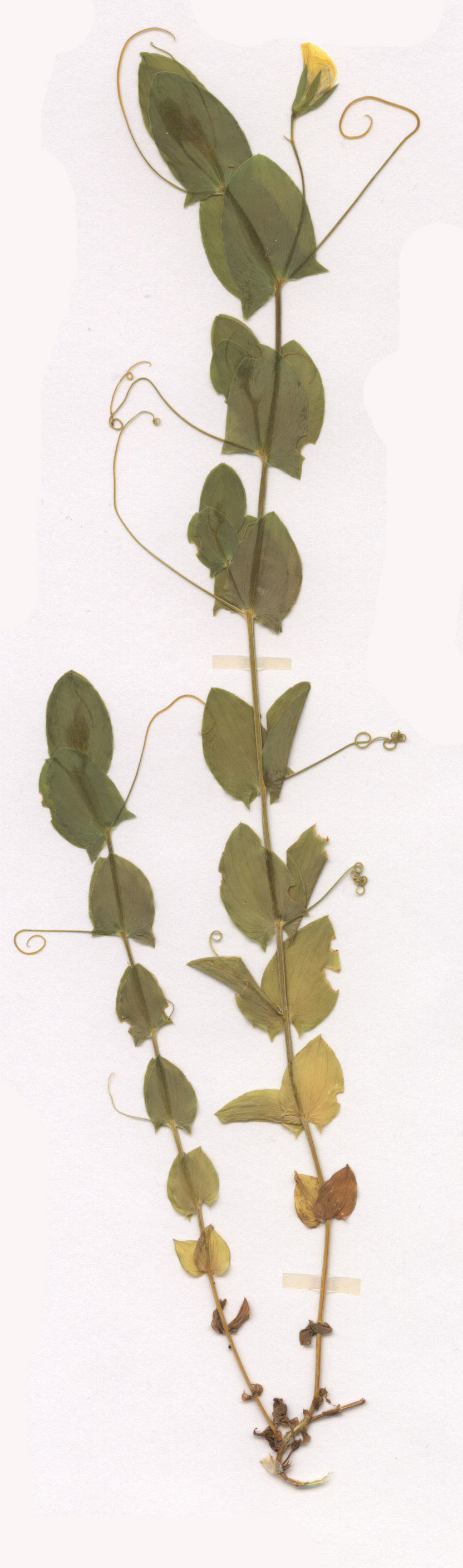
Vollständige Pflanze als Herbarbeleg

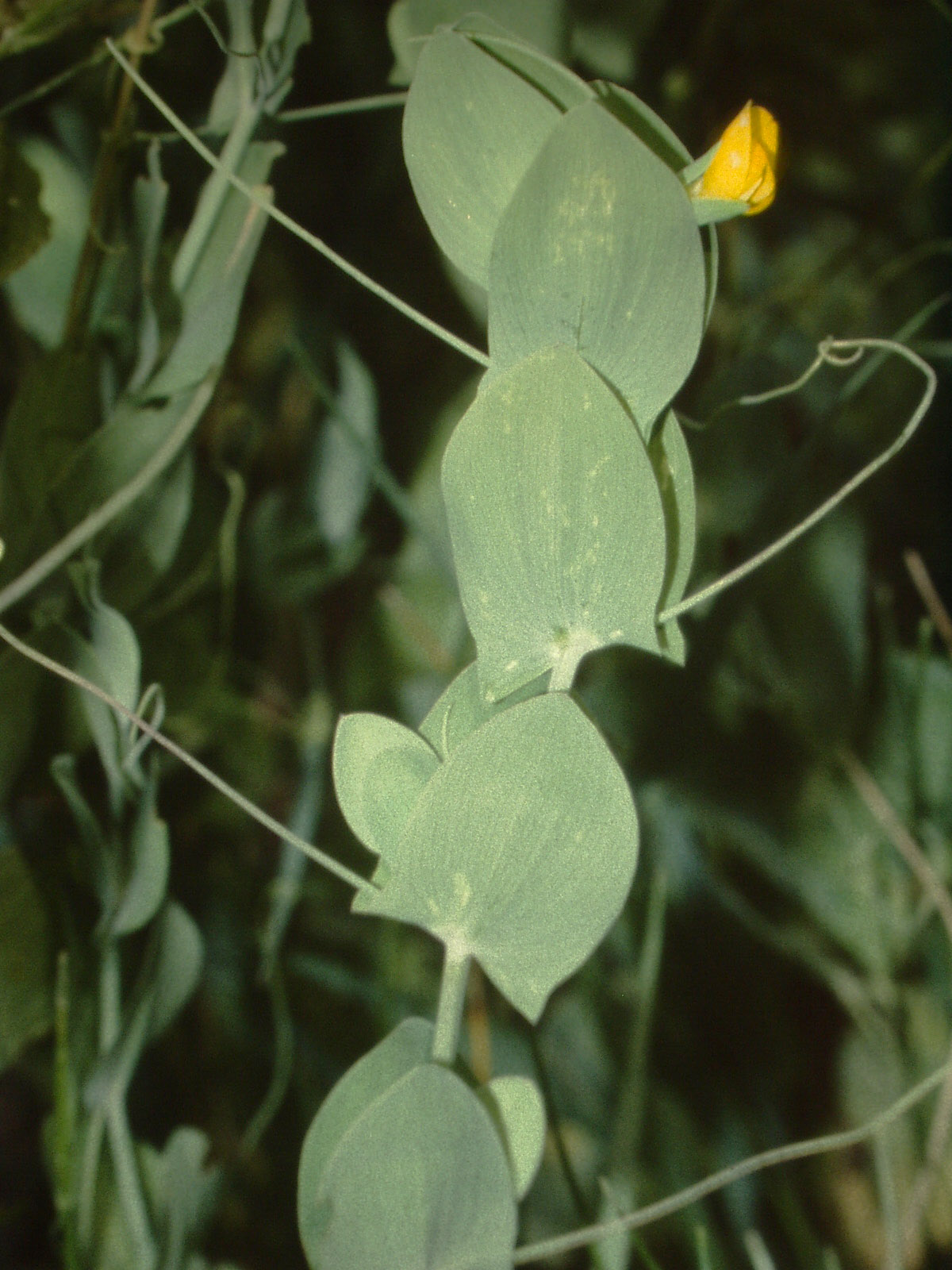
Habitus

### Erscheinungsbild
Die Ranken-Platterbse wächst als einjährige krautige Pflanze. Die oberirdischen Pflanzenteile sind völlig kahl und meist von graugrüner Farbe. Der aufsteigende oder kletternde Stängel ist 10 bis 40 Zentimeter lang, einfach oder verzweigt, dünn sowie vierkantig, aber ungeflügelt.

### Entwicklung
Bei dieser „sonderbaren Pflanze“, besteht die Beblätterung praktisch nur aus Nebenblättern und Ranken. Bei der Keimung erscheinen nach den im Boden bleibenden Keimblättern zuerst einfache Primärblätter in Form zuerst ungegliederter, dann dreispitziger, grüner Schuppen. Auf diese folgen Laubblätter mit kleinen unsymmetrischen Nebenblättern und einem Paar Fiederblättchen, dann solche mit verkümmerten Blättchen und schließlich solche mit ganz auf die Ranke reduzierter Spreite. Diese besitzen sehr vergrößerte, fast symmetrisch gewordene Nebenblätter. Insgesamt ist der Stängel fast gleichmäßig mit ungefähr gleich langen Internodien von diesen Nebenblattpaaren besetzt.

### Blätter
Die unteren Laubblätter sind auf die oft am Grund mehr oder weniger verbundenen Nebenblätter beschränkt, die mittleren und oberen meist auf die großen Nebenblätter und eine einfache oder zweispaltige ca. 3 bis 6 Zentimeter lange Ranke. Die Nebenblätter sind gegenständig, eiförmig-spießförmig, mehr oder weniger 1 bis 3 Zentimeter lang und etwa 0,6- bis 0,75-mal so breit. Sie sind stumpf bis spitz, besitzen zwei spreizende Öhrchen und haben zahlreiche, dünne, größtenteils parallele Nerven.

### Blüten und Früchte
Die Blütezeit liegt vorwiegend in den Monaten Mai bis Juli. Die Blütenstände sind etwa doppelt so lang wie die Nebenblätter und enthalten nur eine oder selten zwei Blüten. Die kurz gestielten Blüten befinden sich in den Achseln eines zu einer winzigen Schuppe reduzierten Tragblatts und sind abstehend oder auch nickend.
Die zwittrige Blüte ist bei einer Länge von etwa 10 (6 bis 12) Millimetern zygomorph und fünfzählig mit doppelter Blütenhülle. Der Kelch ist bleichgrün mit einer kurzen Röhre und zwei- bis dreimal so langen, lanzettlichen, untereinander kaum verschiedenen Kelchzähnen. Die Krone besitzt die typische Form einer Schmetterlingsblüte ist goldgelb, seltener hellgelb; sie ist höchstens doppelt so lang wie der Kelch. Die Fahne ist schwach ausgerandet, am Grund oft violett geadert und wenig länger als die Flügel und das weißliche, vorn aufwärts gekrümmte Schiffchen.
Die aufrecht abstehenden Hülsenfrüchte sind 2 bis 3 Zentimeter lang sowie 4 bis 6 Millimeter breit, oft etwas gebogen, ziemlich flach und glatt und von grünlichbrauner Farbe. Die Samen sind bei einer Länge von 3 bis 4 Millimetern abgeflacht-eiförmig, glatt, braun bis schwarz und meist grau bereift.
Die Chromosomenzahl beträgt 2n = 14.

## Giftigkeit
Als Futterpflanze eignet sich die Ranken-Platterbse nicht, da ihre Samen giftig sind.

## Vorkommen
Lathyrus aphaca ist schwerpunktmäßig im Mittelmeerraum, auf dem Balkan und von Kleinasien bis Vorderindien verbreitet. Adventiv findet sich Lathyrus aphaca auch in Mitteleuropa, Frankreich und England. Sie ist ein mediterran-submediterranes Florenelement. Die Ranken-Platterbse ist in Deutschland nur im Südwesten häufiger anzutreffen, in anderen Gebieten ist sie meist nur vorübergehend eingeschleppt und selten. Zu finden ist sie in Bayern nur im Nordwesten („Frankenhöhe“).
Die Ranken-Platterbse wächst in Sommergetreide-, Klee- und Wickenäckern, an Feldrainen, in Gärten, an Ruderalstandorten. Sie gedeiht sowohl auf kalkreichen als auch auf kalkarmen Böden. Pflanzensoziologisch ist sie in Mitteleuropa eine Charakterart des Apero-Lathyretum aphacae (Caucalidion-lappulae-Verband); sie kommt aber auch in Säumen der Origanetalia-Ordnung vor. Sie steigt in der Schweiz im Wallis bis 1100 Meter und im Oberengadin bis 1800 Meter auf.
Die ökologischen Zeigerwerte nach Landolt et al. 2010 sind in der Schweiz: Feuchtezahl F = 2 (mäßig trocken), Lichtzahl L = 4 (hell), Reaktionszahl R = 3 (schwach sauer bis neutral), Temperaturzahl T = 4+ (warm-kollin), Nährstoffzahl N = 2 (nährstoffarm), Kontinentalitätszahl K = 4 (subkontinental).

## Taxonomie
Die Ranken-Platterbse wurde 1753 von Carl von Linné in Species Plantarum Band 2, Seite 729 als Lathyrus aphaca erstbeschrieben.